# Saccopharynx berteli
Espèce
Saccopharynx berteli est une espèce de poisson de la famille des Saccopharyngidés du Pacifique.

## Référence
- Tighe & Nielsen, 2000 : Saccopharynx berteli, a new gulper eel from the Pacific Ocean (Teleostei, Saccopharyngidae). Ichthyological Research, 47-1 pp 39-41.